# Sakura (album)
Pour les articles homonymes, voir Sakura (homonymie).
Albums de Susumu Yokota
1999 (Susumu Yokota)
(1999) Mix (album)
(1999)
Sakura est un album de musique électronique réalisé par Susumu Yokota, sorti en 1999 au Japon sur Skintone (STR03) et le 11 septembre 2000 au Royaume-Uni sur le label Leaf (BAY13). L'album a été élu meilleur album électronique de l'année 2000 par le magazine The Wire.
Le sixième titre, Gekkoh, contient un sample de l'ouverture de Steve Reich, Music for 18 Musicians. Le huitième titre, Azukiiro no Kaori, contient des samples de la chanson Sometime Ago / La Fiesta créée par Return to Forever sur l'album du même nom.
Le morceau Genshi est utilisé comme musique de menu sur le jeu vidéo WRC 4, sorti en octobre 2004.

## Liste des titres
Tous les titres ont été écrits et composés par Susumu Yokota.
1. Saku - 5:45
2. Tobiume - 4:38
3. Uchu Tanjyo - 3:13
4. Hagoromo - 3:52
5. Genshi - 4:57
6. Gekkoh - 4:59
7. Hisen - 3:48
8. Azukiiro no Kaori - 2:39
9. Kodomotachi - 4:06
10. Naminote - 5:43
11. Shinsen - 4:33
12. Kirakiraboshi - 1:55

### Double-LP
Disque un – face A 
1. Saku 5:45
2. Uchu Tanjyo 3:13
3. Hagoromo 3:52

Disque un – face B 
1. Genshi 4:57
2. Gekkoh 4:59
3. Kirakiraboshi 1:55

Disque deux – face A 
1. Kodomotachi 4:06
2. Hisen 3:48
3. Tobiume 4:38

Disque deux – face B 
1. Naminote 5:43
2. Shinsen 4:33
3. Azukiiro no Kaori 2:39